# Nati nel 1994/Marzo
| Questa pagina contiene informazioni ricavate automaticamente dalle voci biografiche con l'ausilio del template Bio e di un bot. L'aggiornamento è periodico e automatico e ricostruisce completamente la pagina. Se manca una persona in questa lista, sei pregato di non aggiungerla, ma accertati piuttosto che la sua voce biografica contenga il template Bio e che i dati anagrafici siano correttamente compilati. Se il template Bio manca, inseriscilo tu stesso o, in alternativa, metti l'avviso {{tmp\|Bio}} che ne segnala la mancanza. Se i dati riportati sono sbagliati, correggi direttamente la voce biografica; le modifiche saranno visibili in questa lista entro pochi giorni. Per chiarimenti vedi il progetto biografie. La lista contiene solo le 578 persone che sono citate nell'enciclopedia e per le quali è stato implementato correttamente il template Bio. Pagina aggiornata al 18 ago 2025. |

- 1º marzo - Eiji Akaso, attore e modello giapponese
- 1º marzo - Zana Allée, calciatore francese
- 1º marzo - Robert Aġasaryan, scacchista armeno
- 1º marzo - David Babunski, calciatore macedone
- 1º marzo - Beau Beech, cestista statunitense
- 1º marzo - Justin Bieber, cantautore e musicista canadese
- 1º marzo - Catriona Bisset, mezzofondista australiana
- 1º marzo - Mouhammed-Ali Dhaini, calciatore svedese
- 1º marzo - Siositina Hakeai, discobola neozelandese
- 1º marzo - Tyreek Hill, giocatore di football americano e velocista statunitense
- 1º marzo - Angelo Miceli, hockeista su ghiaccio canadese
- 1º marzo - Hassan Ali Mohamed, ex calciatore somalo
- 1º marzo - Park Bo-ram, cantante sudcoreana († 2024)
- 1º marzo - Maximilian Philipp, calciatore tedesco
- 1º marzo - Camille Razat, modella e attrice francese
- 1º marzo - José Romário Silva de Souza, calciatore brasiliano
- 1º marzo - Witchawet Ua-ampon, cantante, musicista e attore thailandese
- 1º marzo - Brenner Marlos Varanda de Oliveira, calciatore brasiliano
- 1º marzo - Adriana Viñas, pallavolista portoricana
- 1º marzo - Randy Vock, lottatore svizzero
- 1º marzo - Xu Ruoya, pallavolista cinese
- 1º marzo - Yang Jie, pallavolista cinese
- 2 marzo - An Chang-rim, judoka sudcoreano
- 2 marzo - Elson Brechtefeld, sollevatore nauruano
- 2 marzo - Andrea Conti, ex calciatore italiano
- 2 marzo - Marko Ćosić, calciatore croato
- 2 marzo - Ihor Cvjetov, atleta paralimpico ucraino
- 2 marzo - Uroš Đurđević, calciatore serbo
- 2 marzo - Jordan Elsey, calciatore indiano
- 2 marzo - Abdelkarim Fergat, lottatore algerino
- 2 marzo - Demarcus Holland, cestista statunitense
- 2 marzo - Albert Korir, maratoneta keniota
- 2 marzo - Seo Eun-soo, attrice sudcoreana
- 2 marzo - Lazar Marković, calciatore serbo
- 2 marzo - Usman Mohammed, calciatore nigeriano
- 2 marzo - Burhan Mustafov, calciatore macedone
- 2 marzo - Gigli Ndefe, calciatore olandese
- 2 marzo - Matthew Retzlaff, giocatore di football americano statunitense
- 2 marzo - Terry Tarpey, cestista francese
- 2 marzo - NikkieTutorials, youtuber olandese
- 2 marzo - Gregore de Magalhães da Silva, calciatore brasiliano
- 3 marzo - Alex Adair, disc jockey e produttore discografico inglese
- 3 marzo - Ary Papel, calciatore angolano
- 3 marzo - An Ba-ul, judoka sudcoreano
- 3 marzo - Federico Andrada, calciatore argentino
- 3 marzo - Alex Beaulieu-Marchand, sciatore freestyle canadese
- 3 marzo - Guro Bergsvand, calciatrice norvegese
- 3 marzo - Jonny Castro, calciatore spagnolo
- 3 marzo - Bruno Dybal, calciatore brasiliano
- 3 marzo - Luna Gevitz, ex calciatrice danese
- 3 marzo - Erdi Gülaslan, cestista turco
- 3 marzo - Dilson Herrera, giocatore di baseball colombiano
- 3 marzo - Umika Kawashima, attrice e cantante giapponese
- 3 marzo - Magdalena Krssakova, judoka austriaca
- 3 marzo - Brittany MacLean, ex nuotatrice canadese
- 3 marzo - Christoffer Mafoumbi, calciatore congolese (Repubblica del Congo)
- 3 marzo - Yoshiki Matsushita, calciatore giapponese
- 3 marzo - Gaetano Monachello, calciatore italiano
- 3 marzo - Victor Mudrac, calciatore moldavo
- 3 marzo - Tualibudine Mussa, canoista mozambicano
- 3 marzo - Hikaru Naomoto, calciatrice giapponese
- 3 marzo - Junior Ogedi-Uzokwe, calciatore inglese
- 3 marzo - Anthony Okpotu, calciatore nigeriano
- 3 marzo - Christian Powell, giocatore di football americano statunitense
- 3 marzo - Abdoulaye Touré, calciatore guineano
- 3 marzo - Patrick Weihrauch, calciatore tedesco
- 4 marzo - Steve Bastien, multiplista statunitense
- 4 marzo - Adrián Diz, calciatore cubano
- 4 marzo - Kyle Fuller, giocatore di football americano statunitense
- 4 marzo - Vytas Gašpuitis, calciatore lituano
- 4 marzo - Clémence Grimal, ex snowboarder francese
- 4 marzo - Callum Harriott, calciatore guyanese
- 4 marzo - Vidarrell Merencia, calciatore olandese
- 4 marzo - Théo Pellenard, calciatore francese
- 4 marzo - Luisito Pié, taekwondoka dominicano
- 4 marzo - Ben Reichert, calciatore israeliano
- 4 marzo - James Robinson, cestista statunitense
- 4 marzo - Ryan Telfer, calciatore canadese
- 4 marzo - Josip Tomašević, calciatore croato
- 4 marzo - AJ Tracey, rapper britannico
- 5 marzo - Veljko Batrović, calciatore montenegrino
- 5 marzo - Jesiel, calciatore brasiliano
- 5 marzo - Santiago Carrera, ex calciatore uruguaiano
- 5 marzo - Kasper Junker, calciatore danese
- 5 marzo - Lukáš Jánošík, calciatore slovacco
- 5 marzo - Hassane Kamara, calciatore francese
- 5 marzo - Kenan Karaman, calciatore tedesco
- 5 marzo - Zdeněk Linhart, calciatore ceco
- 5 marzo - Sara Luvv, attrice pornografica statunitense
- 5 marzo - Sajjad Mashayekhi, cestista iraniano
- 5 marzo - Rafi Menco, cestista israeliano
- 5 marzo - Jonathan Menéndez, calciatore argentino
- 5 marzo - Nahuel Menéndez, calciatore argentino
- 5 marzo - Stefano Minelli, calciatore italiano
- 5 marzo - Mevlan Murati, calciatore macedone
- 5 marzo - Aislinn Paul, attrice canadese
- 5 marzo - Pen Sokong, velocista cambogiano
- 5 marzo - Shane Richards, cestista statunitense
- 5 marzo - Kévin Rodrigues, calciatore francese
- 5 marzo - Daria Saville, tennista russa
- 5 marzo - James Shaw, pallavolista statunitense
- 5 marzo - Gastón Silva, calciatore uruguaiano
- 5 marzo - Sancidino Silva, calciatore guineense
- 5 marzo - Chijindu Ujah, velocista britannico
- 5 marzo - Chantal van Landeghem, ex nuotatrice canadese
- 6 marzo - Martina Ambrosi, calciatrice italiana
- 6 marzo - Yassin Ayoub, calciatore olandese
- 6 marzo - Fredo, rapper britannico
- 6 marzo - Diego Cardoso, calciatore brasiliano
- 6 marzo - Jordan Cousins, calciatore inglese
- 6 marzo - Brittany Crew, pesista canadese
- 6 marzo - Moussa Diagne, cestista senegalese
- 6 marzo - Cain Fara, calciatore argentino
- 6 marzo - Wesley Hoedt, calciatore olandese
- 6 marzo - Agnese Innocente, illustratrice e fumettista italiana
- 6 marzo - Harrison Manzala, calciatore congolese (Repubblica Democratica del Congo)
- 6 marzo - Camilo Núñez, calciatore uruguaiano
- 6 marzo - Nils Politt, ciclista su strada tedesco
- 6 marzo - Nathan Redmond, calciatore inglese
- 6 marzo - Konstantin Savičev, calciatore russo
- 6 marzo - Marlene Schmotz, ex sciatrice alpina tedesca
- 6 marzo - Marcus Smart, cestista statunitense
- 6 marzo - Mateus Anderson, calciatore brasiliano
- 6 marzo - Diego del Real, martellista messicano
- 6 marzo - Džachongir Ėrgašev, calciatore tagiko
- 7 marzo - Islamnur Abdulavov, ex calciatore russo
- 7 marzo - Eddy Afonso, calciatore angolano
- 7 marzo - Lucas Ramon, calciatore brasiliano
- 7 marzo - Bronson Beatty, giocatore di football americano statunitense
- 7 marzo - Dahria Beatty, fondista canadese
- 7 marzo - Génesis Castillo, pallavolista portoricana
- 7 marzo - Elliot Dee, rugbista a 15 britannico
- 7 marzo - Filip Đorđević, calciatore serbo
- 7 marzo - Marvin Ducksch, calciatore tedesco
- 7 marzo - Andrew Harris, tennista e allenatore di tennis australiano
- 7 marzo - Tatsuya Hasegawa, calciatore giapponese
- 7 marzo - Ryō Hirakawa, pilota automobilistico giapponese
- 7 marzo - Chase Kalisz, nuotatore statunitense
- 7 marzo - Stanislav Klobása, calciatore ceco
- 7 marzo - Gergő Kocsis, calciatore ungherese
- 7 marzo - Jake Layman, cestista statunitense
- 7 marzo - Igor Lichnovsky, calciatore cileno
- 7 marzo - Ann-Katrin Magg, ex sciatrice alpina tedesca
- 7 marzo - An-Sophie Mestach, ex tennista belga
- 7 marzo - Abderrahmane Meziane, calciatore algerino
- 7 marzo - Ratu Nakalevu, calciatore figiano
- 7 marzo - Benjamin Perry, ex ciclista su strada canadese
- 7 marzo - Jason Perry-Murray, ex cestista statunitense
- 7 marzo - Jordan Pickford, calciatore inglese
- 7 marzo - Sophie Skelton, attrice britannica
- 7 marzo - Freddie Thorp, attore britannico
- 7 marzo - Devon Windsor, supermodella statunitense
- 8 marzo - Roberta Bruni, astista italiana
- 8 marzo - Alex Stik Castro, calciatore colombiano
- 8 marzo - Glenn Claes, calciatore belga
- 8 marzo - Claire Emslie, calciatrice scozzese
- 8 marzo - Stephen Eze, calciatore nigeriano
- 8 marzo - Michael Frazier, cestista statunitense
- 8 marzo - Guilherme Garutti, calciatore brasiliano
- 8 marzo - Moriah Jefferson, cestista statunitense
- 8 marzo - Ul'jana Kajševa, ex biatleta russa
- 8 marzo - Marthe Koala, ostacolista, lunghista e multiplista burkinabé
- 8 marzo - Martin Kobylański, calciatore tedesco
- 8 marzo - Gustavo Marmentini, calciatore brasiliano
- 8 marzo - Aruto Nishimura, giocatore di football americano giapponese
- 8 marzo - Guy Niv, ex ciclista su strada israeliano
- 8 marzo - Chris Philipps, calciatore lussemburghese
- 8 marzo - Robert Renner, ex astista sloveno
- 8 marzo - Nikolče Šarkoski, calciatore macedone
- 8 marzo - Chris Smith, cestista statunitense
- 8 marzo - Duncan Watmore, calciatore inglese
- 8 marzo - Aleksander Zniszczoł, saltatore con gli sci polacco
- 8 marzo - Pablo Dyego, calciatore brasiliano
- 9 marzo - Jordan Amavi, calciatore francese
- 9 marzo - Réka Aschenbrenner, calciatrice ungherese
- 9 marzo - Jhon Cley, calciatore brasiliano
- 9 marzo - Mike Hilton, giocatore di football americano statunitense
- 9 marzo - Isaac Kimeli, mezzofondista belga
- 9 marzo - Domagoj Pavičić, calciatore croato
- 9 marzo - Markus Reiterberger, pilota motociclistico tedesco
- 9 marzo - Morgan Rielly, hockeista su ghiaccio canadese
- 9 marzo - André Luis Silva de Aguiar, calciatore brasiliano
- 9 marzo - Rasheed Sulaimon, cestista statunitense
- 9 marzo - Okay Yokuşlu, calciatore turco
- 10 marzo - Khalid Al-Hajri, calciatore omanita
- 10 marzo - Merve Aydın, cestista turca
- 10 marzo - Mohammed Boqshan, calciatore yemenita
- 10 marzo - Davide Cesana, cestista italiano
- 10 marzo - Latario Collie-Minns, triplista bahamense
- 10 marzo - Lathone Collie-Minns, triplista bahamense
- 10 marzo - Alan Empereur, calciatore brasiliano
- 10 marzo - Vaea Ferrand, modella francese
- 10 marzo - Kiara Fontanesi, pilota motociclistica italiana
- 10 marzo - Ezequiel Ham, calciatore argentino
- 10 marzo - Viðar Ari Jónsson, calciatore islandese
- 10 marzo - Joshua Kipkorir, maratoneta keniota
- 10 marzo - Eri Lamçja, ex calciatore albanese
- 10 marzo - Sharon Lokedi, maratoneta keniota
- 10 marzo - Bad Bunny, rapper, cantautore e produttore discografico portoricano
- 10 marzo - Antonio Milić, calciatore croato
- 10 marzo - Romane Miradoli, sciatrice alpina francese
- 10 marzo - Christian Nørgaard, calciatore danese
- 10 marzo - JoJo Offerman, cantante statunitense
- 10 marzo - PC, ex calciatore brasiliano
- 10 marzo - Nikita Parris, calciatrice inglese
- 10 marzo - Maurides, calciatore brasiliano
- 10 marzo - Lucas Rougeaux, ex calciatore francese
- 10 marzo - Jesús Sagredo, calciatore boliviano
- 10 marzo - José Sagredo, calciatore boliviano
- 10 marzo - Lerato Sechele, triplista lesothiana
- 10 marzo - Serder Serderov, calciatore russo
- 10 marzo - Christian Silva, calciatore uruguaiano
- 10 marzo - Lukáš Vraštil, calciatore ceco
- 10 marzo - Budu Zivzivadze, calciatore georgiano
- 11 marzo - Agnaldo, ex calciatore brasiliano
- 11 marzo - Abdulaziz Al-Bishi, calciatore saudita
- 11 marzo - Tiesj Benoot, ciclista su strada belga
- 11 marzo - Lasse Andersson, pallamanista danese
- 11 marzo - Candace Crawford, ex sciatrice alpina canadese
- 11 marzo - Canace Finley, pallavolista statunitense
- 11 marzo - Sigríður Lára Garðarsdóttir, calciatrice islandese
- 11 marzo - Martin Jurtom, cestista estone
- 11 marzo - Kennedy Leigh, ex attrice pornografica statunitense
- 11 marzo - Carlos Mané, calciatore portoghese
- 11 marzo - Sarah McTernan, cantante irlandese
- 11 marzo - Bryan Olivera, calciatore uruguaiano
- 11 marzo - Handré Pollard, rugbista a 15 sudafricano
- 11 marzo - Franziska Preuß, biatleta tedesca
- 11 marzo - Andrew Robertson, calciatore scozzese
- 11 marzo - Matías Santos, calciatore uruguaiano
- 11 marzo - Petrissa Solja, tennistavolista tedesca
- 11 marzo - Yang Shiyuan, calciatore cinese
- 12 marzo - Andrea Amato, cestista italiano
- 12 marzo - Katie Archibald, pistard e ciclista su strada britannica
- 12 marzo - Boris Dallo, cestista francese
- 12 marzo - Maximiliano González, calciatore argentino
- 12 marzo - Jerami Grant, cestista statunitense
- 12 marzo - Christina Grimmie, cantante, pianista e youtuber statunitense († 2016)
- 12 marzo - Guilherme Biteco, calciatore brasiliano
- 12 marzo - Dani Hatakka, ex calciatore finlandese
- 12 marzo - Tyler Patrick Jones, attore statunitense
- 12 marzo - Nans Peters, ciclista su strada francese
- 12 marzo - Carlos Ramírez, ciclista di BMX colombiano
- 12 marzo - Jaren Sina, ex cestista e allenatore di pallacanestro kosovaro
- 12 marzo - Dominik Wydra, calciatore austriaco
- 12 marzo - Noemi Zbären, ostacolista svizzera
- 13 marzo - Samet Akaydin, calciatore turco
- 13 marzo - Francesco Belli, calciatore italiano
- 13 marzo - Isaiah Cousins, cestista statunitense
- 13 marzo - Gerard Deulofeu, calciatore spagnolo
- 13 marzo - Yannick Gerhardt, calciatore tedesco
- 13 marzo - Omar Holness, calciatore giamaicano
- 13 marzo - Vïtalïý Lï, calciatore kazako
- 13 marzo - Mimoun Mahi, calciatore marocchino
- 13 marzo - Kento Nakajima, attore e cantante giapponese
- 13 marzo - Ivan Petrjak, calciatore ucraino
- 13 marzo - Ondina Quadri, attrice italiana
- 13 marzo - Sebastián Sosa Sánchez, calciatore uruguaiano
- 13 marzo - Ryan Jamaal Swain, attore e ballerino statunitense
- 14 marzo - Jasmine Abrams, velocista guyanese
- 14 marzo - Leonardo Bertone, calciatore svizzero
- 14 marzo - Bridgette Caquatto, ex ginnasta statunitense
- 14 marzo - Nuno Da Silva, calciatore svizzero
- 14 marzo - Ansel Elgort, attore, disc jockey e cantante statunitense
- 14 marzo - Elmira Gambarova, lottatrice azera
- 14 marzo - Nick Goepper, sciatore freestyle statunitense
- 14 marzo - Jonny Gray, rugbista a 15 britannico
- 14 marzo - Serhij Horbunov, calciatore ucraino
- 14 marzo - Dopebwoy, rapper olandese
- 14 marzo - Vasko Kalezić, calciatore montenegrino
- 14 marzo - Erce Kardeşler, calciatore turco
- 14 marzo - Michael Lüftner, ex calciatore ceco
- 14 marzo - Dayami Sánchez, pallavolista cubana
- 14 marzo - Frank Vatrano, hockeista su ghiaccio statunitense
- 14 marzo - Tavon Young, giocatore di football americano statunitense
- 15 marzo - Nijel Amos, mezzofondista botswano
- 15 marzo - Fabrizio Angileri, calciatore argentino
- 15 marzo - Bob Bertemes, mezzofondista lussemburghese
- 15 marzo - Alexandru Buziuc, calciatore rumeno
- 15 marzo - Kip Colvey, ex calciatore statunitense
- 15 marzo - Azamat Dauletbekov, lottatore kazako
- 15 marzo - Deshawn Freeman, cestista statunitense
- 15 marzo - Matt Gay, giocatore di football americano statunitense
- 15 marzo - Kōstas Gontikas, cestista greco
- 15 marzo - Sean Hoare, calciatore irlandese
- 15 marzo - Atsushi Ida, goista giapponese
- 15 marzo - Karlo Kamenar, calciatore croato
- 15 marzo - Félix Lambey, rugbista a 15 francese
- 15 marzo - Frédéric Maciel, calciatore francese
- 15 marzo - Álvaro Medrán, calciatore spagnolo
- 15 marzo - Courtney Okolo, velocista statunitense
- 15 marzo - Elena Orjabinskaja, canottiera russa
- 15 marzo - Camille Poulain-Ferarios, sciatrice nautica francese
- 15 marzo - Rudi Požeg Vancaš, calciatore sloveno
- 15 marzo - Georgia Taylor-Brown, triatleta britannica
- 15 marzo - Darious Williams, giocatore di football americano statunitense
- 15 marzo - Bogdan Țîru, calciatore rumeno
- 16 marzo - Gabriel Alanís, calciatore argentino
- 16 marzo - Camilo, cantautore colombiano
- 16 marzo - Pathé Ciss, calciatore senegalese
- 16 marzo - Sofian El Moudane, calciatore francese
- 16 marzo - Joel Embiid, cestista camerunese
- 16 marzo - Rostislav Gajtjukevič, bobbista russo
- 16 marzo - Maxime Lagarde, scacchista francese
- 16 marzo - Darragh Lenihan, calciatore irlandese
- 16 marzo - Sierra McClain, attrice e cantante statunitense
- 16 marzo - Nordino Mussa, canoista mozambicano
- 16 marzo - Paulinho, calciatore brasiliano
- 17 marzo - Afef Ben Ismail, canoista tunisina
- 17 marzo - DeForest Buckner, giocatore di football americano statunitense
- 17 marzo - Assan Ceesay, calciatore gambiano
- 17 marzo - Jakub Garbacz, cestista polacco
- 17 marzo - Bashaara Graves, ex cestista statunitense
- 17 marzo - Josh Hagins, cestista statunitense
- 17 marzo - Hallam Hope, calciatore barbadiano
- 17 marzo - Christin Hussong, giavellottista tedesca
- 17 marzo - João Victor, calciatore brasiliano
- 17 marzo - Elisabeth Maier, skeletonista canadese
- 17 marzo - Patryk Matkowski, giocatore di football americano polacco
- 17 marzo - Soualiho Meïté, calciatore francese
- 17 marzo - Diogo Neves, hockeista su pista portoghese
- 17 marzo - Ivan Provedel, calciatore italiano
- 17 marzo - Terry Rozier, cestista statunitense
- 17 marzo - Marcel Sabitzer, calciatore austriaco
- 17 marzo - Luiza Saidiyeva, arciera kazaka
- 17 marzo - Tobias Schwede, calciatore tedesco
- 17 marzo - Andy Vaquero, calciatore cubano
- 17 marzo - Tone Wieten, canottiere olandese
- 18 marzo - Tarell Basham, giocatore di football americano statunitense
- 18 marzo - Francesco Bocciardo, nuotatore italiano
- 18 marzo - Marco Cucco, cestista italiano
- 18 marzo - Kris Dunn, cestista statunitense
- 18 marzo - Jossie Graumann, altista tedesca
- 18 marzo - Judit Ignacio, nuotatrice spagnola
- 18 marzo - Alexander Jakobsen, calciatore danese
- 18 marzo - Luke Johnson, tennista britannico
- 18 marzo - Stefanos Kapino, calciatore greco
- 18 marzo - Rahel Kopp, ex sciatrice alpina svizzera
- 18 marzo - Andreas Maxsø, calciatore danese
- 18 marzo - Cullen Neal, ex cestista statunitense
- 18 marzo - Jean Felipe, calciatore brasiliano
- 18 marzo - Andreas Oggesen, calciatore danese
- 18 marzo - Miloš Raičković, calciatore montenegrino
- 18 marzo - Momčilo Raspopović, calciatore montenegrino
- 18 marzo - Bruno Ramires, calciatore brasiliano
- 18 marzo - Megan Tapper, ostacolista giamaicana
- 19 marzo - Diego Caverzasi, mountain biker e youtuber italiano
- 19 marzo - Scott Donaldson, giocatore di snooker scozzese
- 19 marzo - Magnus Egilsson, calciatore faroese
- 19 marzo - Artem Favorov, calciatore ucraino
- 19 marzo - Fletcher, cantante statunitense
- 19 marzo - Sam Mattis, discobolo statunitense
- 19 marzo - Saad Natiq, calciatore iracheno
- 19 marzo - Marco Rosafio, calciatore italiano
- 19 marzo - Desirée Rossit, altista italiana
- 20 marzo - Jean-Eudes Aholou, calciatore ivoriano
- 20 marzo - Xaysa Anousone, ostacolista laotiano
- 20 marzo - Tim Ariesen, ex ciclista su strada e ex ciclocrossista olandese
- 20 marzo - Callum Braley, rugbista a 15 italiano
- 20 marzo - Joshua Brenet, calciatore olandese
- 20 marzo - Julia Clair, saltatrice con gli sci francese
- 20 marzo - Roberto Hernández, calciatore uruguaiano
- 20 marzo - Vitalij Kol'cov, calciatore ucraino
- 20 marzo - Adam Lundqvist, calciatore svedese
- 20 marzo - Tabi Manga, calciatore camerunese
- 20 marzo - Alexandre Mendy, calciatore guineense
- 20 marzo - Omenuke Mfulu, calciatore congolese (Repubblica Democratica del Congo)
- 20 marzo - David Moberg Karlsson, calciatore svedese
- 20 marzo - Jason Osborne, ex ciclista su strada e canottiere tedesco
- 20 marzo - Jeisson Palacios, calciatore colombiano
- 20 marzo - Luisa Pugnali, ex calciatrice italiana
- 20 marzo - Jackson Rondinelli, tuffatore brasiliano
- 20 marzo - Vita Sidorkina, supermodella russa
- 20 marzo - Mamadou Sylla Diallo, calciatore senegalese
- 20 marzo - Ivana Tikvić, cestista croata
- 20 marzo - Marius van Andringa, cestista finlandese
- 21 marzo - Álvaro Bely, calciatore argentino
- 21 marzo - Summer Britcher, slittinista statunitense
- 21 marzo - Fabián Carmona, calciatore cileno
- 21 marzo - Emma Errico, calciatrice italiana
- 21 marzo - Alan de Souza, pallavolista brasiliano
- 21 marzo - Daniel Frank, hockeista su ghiaccio italiano
- 21 marzo - Terry Henderson, cestista statunitense
- 21 marzo - Alireza Karimi, lottatore iraniano
- 21 marzo - Arvid de Kleijn, ciclista su strada olandese
- 21 marzo - Dar"ja Kravec', calciatrice ucraina
- 21 marzo - Ėduard Latypov, biatleta russo
- 21 marzo - Margaret Lu, schermitrice statunitense
- 21 marzo - Felix Luckeneder, calciatore austriaco
- 21 marzo - Arthur Rodrigues Rezende, calciatore brasiliano
- 21 marzo - Jasmin Savoy Brown, attrice statunitense
- 21 marzo - Manuel Steitz, attore tedesco
- 22 marzo - Giulia Baldini, calciatrice italiana
- 22 marzo - Saad Bguir, calciatore tunisino
- 22 marzo - Jean-Paul Boëtius, calciatore olandese
- 22 marzo - Derrick Colter, cestista statunitense
- 22 marzo - Edwin Díaz, giocatore di baseball portoricano
- 22 marzo - Armin Frauscher, slittinista austriaco
- 22 marzo - Lon3r Johny, rapper portoghese
- 22 marzo - Camilla Ghini, conduttrice televisiva, conduttrice radiofonica e modella italiana
- 22 marzo - Alejandro Guido, calciatore statunitense
- 22 marzo - Ha Sung-woon, cantautore sudcoreano
- 22 marzo - Yarin Hassan, calciatore israeliano
- 22 marzo - Ekaterina Katnikova, slittinista russa
- 22 marzo - Tony Mauricio, ex calciatore francese
- 22 marzo - Ali Mezher, cestista libanese
- 22 marzo - Pelly Ruddock Mpanzu, calciatore congolese (Repubblica Democratica del Congo)
- 22 marzo - Dax, rapper canadese
- 22 marzo - Taurean Prince, cestista statunitense
- 22 marzo - Douglas Santos, calciatore brasiliano
- 22 marzo - Aljaksandra Sasnovič, tennista bielorussa
- 22 marzo - Adam Stefanow, giocatore di snooker polacco
- 22 marzo - Denis Šme, calciatore sloveno
- 23 marzo - Vadal Alexander, giocatore di football americano statunitense
- 23 marzo - Omri Altman, calciatore israeliano
- 23 marzo - Samuel Asamoah, calciatore ghanese
- 23 marzo - Larry Azouni, calciatore tunisino
- 23 marzo - Adrián Dalmau, calciatore spagnolo
- 23 marzo - Giovanni Díaz, giavellottista paraguaiano
- 23 marzo - Caleb Ekuban, calciatore ghanese
- 23 marzo - Malaika Firth, modella keniota
- 23 marzo - Derlis González Galeano, calciatore paraguaiano
- 23 marzo - Tee Grizzley, rapper statunitense
- 23 marzo - Marlon Hairston, calciatore statunitense
- 23 marzo - Rami Hamadeh, calciatore palestinese
- 23 marzo - Hossein Kanaanizadegan, calciatore iraniano
- 23 marzo - Gadi Kinda, calciatore etiope († 2025)
- 23 marzo - Jito Kok, cestista olandese
- 23 marzo - Lawrence Lartey, calciatore ghanese
- 23 marzo - Peter Leeuwenburgh, calciatore olandese
- 23 marzo - Ricardo Louis, giocatore di football americano statunitense
- 23 marzo - Nina Lussi, saltatrice con gli sci statunitense
- 23 marzo - Joseph Mpande, calciatore ugandese
- 23 marzo - Dominika Owczarzak, cestista polacca
- 23 marzo - Radoslav Peković, cestista serbo
- 23 marzo - Nick Powell, calciatore inglese
- 23 marzo - Danny Rogers, calciatore irlandese
- 23 marzo - Rob Schoofs, calciatore belga
- 23 marzo - Oussama Tannane, calciatore marocchino
- 23 marzo - Bridger Zadina, attore statunitense
- 24 marzo - Mohamed Khasib, calciatore omanita
- 24 marzo - Saranon Anuin, calciatore thailandese
- 24 marzo - Leonardo Demétrio, cestista brasiliano
- 24 marzo - Omari Douglas, attore britannico
- 24 marzo - Emma Drobná, cantante slovacca
- 24 marzo - Kierra Holst, pallavolista statunitense
- 24 marzo - José Macaia, calciatore angolano
- 24 marzo - Charlie Charles, produttore discografico e disc jockey italiano
- 24 marzo - Ekaterina Poleščuk, lottatrice russa
- 24 marzo - Alexander Ritschard, tennista svizzero
- 24 marzo - Hadi Sacko, calciatore francese
- 24 marzo - Gabriel Seijas, calciatore argentino
- 24 marzo - Giulia Steingruber, ex ginnasta svizzera
- 24 marzo - Basil Stillhart, calciatore svizzero
- 24 marzo - Prak Mony Udom, calciatore cambogiano
- 24 marzo - Ricardo José Veiga Varzim Miranda, calciatore portoghese
- 24 marzo - Lucas Villela, calciatore brasiliano
- 24 marzo - Emil Vinjebo, ex ciclista su strada danese
- 24 marzo - Péricles da Silva Nunes, ex calciatore brasiliano
- 25 marzo - Keven Alemán, calciatore costaricano
- 25 marzo - Dimitri Bisoli, calciatore italiano
- 25 marzo - Justine Dufour-Lapointe, sciatrice freestyle canadese
- 25 marzo - Aitor García, calciatore spagnolo
- 25 marzo - Gianmarco Genovali, giocatore di beach soccer e calciatore italiano
- 25 marzo - Jakob Glesnes, calciatore norvegese
- 25 marzo - Leonel González, calciatore argentino
- 25 marzo - Volodymyr Herun, cestista ucraino
- 25 marzo - Haruya Ide, calciatore giapponese
- 25 marzo - Ėl'vina Karimova, pallanuotista russa
- 25 marzo - Andreas Leitner, calciatore austriaco
- 25 marzo - Nicolás Maná, calciatore argentino
- 25 marzo - Milija Miković, cestista montenegrino
- 25 marzo - Armani Moore, cestista statunitense
- 25 marzo - Marco Pfiffner, sciatore alpino liechtensteinese
- 25 marzo - Justin Prentice, attore statunitense
- 25 marzo - Alexis Pérez, calciatore colombiano
- 25 marzo - Simon Sandberg, calciatore svedese
- 25 marzo - Jan-Marc Schneider, calciatore tedesco
- 25 marzo - Dillon Serna, ex calciatore statunitense
- 25 marzo - Amadou Sidibé, cestista statunitense
- 25 marzo - Oleg Stepko, ginnasta russo
- 26 marzo - Ryan Arcidiacono, cestista statunitense
- 26 marzo - Gaël Fickou, rugbista a 15 francese
- 26 marzo - Mauricio Fiol, nuotatore peruviano
- 26 marzo - Gaspar Iñíguez, calciatore argentino
- 26 marzo - Justinas Januševskij, calciatore lituano
- 26 marzo - Melih Kor, disc jockey e produttore discografico tedesco
- 26 marzo - Pier Larrauri, calciatore peruviano
- 26 marzo - Michael Olunga, calciatore keniota
- 26 marzo - Sebastian Osigwe, calciatore svizzero
- 26 marzo - Magomed Paragwl'gov, calciatore kazako
- 26 marzo - José Paulo de Oliveira Pinto, calciatore brasiliano
- 26 marzo - César Samudio, calciatore panamense
- 26 marzo - Alon Sapir, cestista israeliano
- 26 marzo - Delian Stateff, triatleta italiano
- 26 marzo - Freya Tingley, attrice australiana
- 26 marzo - Alison Van Uytvanck, ex tennista belga
- 26 marzo - Paige VanZant, artista marziale mista, pugile e modella statunitense
- 26 marzo - Jed Wallace, calciatore inglese
- 26 marzo - Mayu Watanabe, cantante, attrice e modella giapponese
- 26 marzo - Marcela Zacarías, tennista messicana
- 27 marzo - Viktor Angelov, calciatore macedone
- 27 marzo - Yoan Cardinale, calciatore francese
- 27 marzo - Bryan Constant, calciatore francese
- 27 marzo - Hernani Azevedo Júnior, calciatore brasiliano
- 27 marzo - Conrad Kaminski, pallavolista statunitense
- 27 marzo - Wisdom Kanu, calciatore nigeriano
- 27 marzo - Felipe Macedo, calciatore brasiliano
- 27 marzo - Birama Ndoye, ex calciatore senegalese
- 27 marzo - Anthony Novak, calciatore canadese
- 27 marzo - Yosel Piedra, calciatore cubano
- 27 marzo - Lukáš Skovajsa, calciatore slovacco
- 27 marzo - Soun Veasna, calciatore cambogiano
- 27 marzo - Patrick Wessely, calciatore austriaco
- 28 marzo - Ivan Althuber, ex hockeista su ghiaccio italiano
- 28 marzo - Francesca Bagnoli, surfista italiana
- 28 marzo - Leonardo Bonatini, calciatore brasiliano
- 28 marzo - Agustín Bouzat, calciatore argentino
- 28 marzo - Aritz Elustondo, calciatore spagnolo
- 28 marzo - Simone Ferrari, rugbista a 15 italiano
- 28 marzo - Marcus Georges-Hunt, cestista statunitense
- 28 marzo - Cole Huff, ex cestista statunitense
- 28 marzo - Jérémy Mellot, calciatore francese
- 28 marzo - Mariano Miño, calciatore argentino
- 28 marzo - Tatiana Pinto, calciatrice portoghese
- 28 marzo - Cecilia Re, calciatrice italiana
- 28 marzo - Vinícius Silvestre, calciatore brasiliano
- 28 marzo - Dreezy, rapper e cantante statunitense
- 28 marzo - Fabian Strahm, giocatore di football americano svizzero
- 28 marzo - Ismael Tajouri, calciatore libico
- 28 marzo - Jackson Wang, rapper, cantante e conduttore televisivo hongkonghese
- 28 marzo - Dennis Widgren, calciatore svedese
- 29 marzo - Gennaro Acampora, calciatore italiano
- 29 marzo - Michelle Alonso Morales, nuotatrice spagnola
- 29 marzo - Mauro Cerutti, calciatore argentino
- 29 marzo - Sulli, cantante, cantautrice e attrice sudcoreana († 2019)
- 29 marzo - Diao Linyu, pallavolista cinese
- 29 marzo - Sjarhej Karpovič, calciatore bielorusso
- 29 marzo - Dušan Lagator, calciatore montenegrino
- 29 marzo - Jeremiah Ledbetter, giocatore di football americano statunitense
- 29 marzo - Kento Matsuura, fumettista giapponese
- 29 marzo - Perry Mattfeld, attrice statunitense
- 29 marzo - Jack O'Connell, ex calciatore inglese
- 29 marzo - Emmanuel Ogude, calciatore nigeriano
- 29 marzo - Matt Olson, giocatore di baseball statunitense
- 29 marzo - Samuel Portugal, calciatore brasiliano
- 29 marzo - Nemanja Sekulić, calciatore montenegrino
- 29 marzo - Fredrik Sjølstad, calciatore norvegese
- 29 marzo - Óscar Whalley, calciatore spagnolo
- 29 marzo - Gustavo Henrique da Silva Sousa, calciatore brasiliano
- 30 marzo - Mevlan Adili, calciatore macedone
- 30 marzo - Alex Bregman, giocatore di baseball statunitense
- 30 marzo - Laurențiu Brănescu, calciatore rumeno
- 30 marzo - André Esterhuizen, rugbista a 15 sudafricano
- 30 marzo - Aleksej Evseev, calciatore russo
- 30 marzo - Son, calciatore spagnolo
- 30 marzo - Valentin Hristov, sollevatore bulgaro
- 30 marzo - Peter Jok, cestista sudsudanese
- 30 marzo - Oleksij Krasovs'kyj, fondista ucraino
- 30 marzo - Lukas Lekavičius, cestista lituano
- 30 marzo - Sam Magri, calciatore inglese
- 30 marzo - Laia Manzanares, attrice spagnola
- 30 marzo - Iōannīs Papapetrou, ex cestista greco
- 30 marzo - Almudena Amor, attrice e modella spagnola
- 30 marzo - Jonathan Joel Rodríguez, ex calciatore argentino
- 30 marzo - Yoeri Schoepen, cestista belga
- 30 marzo - Haruka Shimazaki, attrice giapponese
- 30 marzo - Donatas Tarolis, cestista lituano
- 30 marzo - Jetro Willems, calciatore olandese
- 30 marzo - L7nnon, rapper brasiliano
- 31 marzo - Marco Bueno, ex calciatore messicano
- 31 marzo - Guilherme Costa Machado Silveira, ex calciatore brasiliano
- 31 marzo - John Gillon, cestista statunitense
- 31 marzo - Donatas Kazlauskas, calciatore lituano
- 31 marzo - Pak Myong-song, calciatore nordcoreano
- 31 marzo - Uroš Radaković, calciatore serbo
- 31 marzo - Tomas Rousseaux, pallavolista belga
- 31 marzo - Mads Würtz Schmidt, ciclista su strada danese